# 厚叶飞蛾槭
厚叶飞蛾槭（学名：Acer oblongum var. pachyphyllum）为槭树科枫属下的一个变种。

## 扩展阅读
- 維基物種上的相關：厚叶飞蛾槭